# Thora Pedersen
Marie Thora Frederikke Pedersen, född 1875, död 1954, var en dansk lärare och kvinnosakspolitiker.
Thora Pedersen utbildade sig till lärare vid N. Zahles Seminarium 1896-1900 och var anställd som lärare vid Ålborg kommunale skolevæsen 1901-1945. 
Hon var medlem i Danmarks Lærerforening (DLF), där hon spelade en stor roll. Hon var 1915-1919 den enda kvinnan i den statliga lønningskommisionen, och genomdrev lika lön för manliga och kvinnliga lärare. Hon var 1919-1923 medlem i Skolekommissionen. 
Hon var ordförande för Kvindevalgretsforeningen i Ålborg 1908-1915 och var styrelsemedlem i Danske Kvindesamfund 1922-1938. 
Hon var politiker och medlem i Det Radikale Venstre, där hon var styrelsemedlem 1918-1926. Hon var suppleant i Landstinget och satt i stadsfullmäktige i Ålborg 1939-1943.